# Philippe Forget (germaniste)
Pour les articles homonymes, voir Forget.
Pour le musicien, voir Philippe Forget.
Philippe Forget (né le 11 mai 1953 à Strasbourg et mort le 22 octobre 2021 à Paris) est un germaniste, philosophe, traducteur et traductologue français.

## Biographie
Après des études de germanistique, de linguistique et de philosophie aux universités de Nancy et de Bonn, Ph. Forget est reçu (1er) à l’agrégation d’allemand en 1975. Il est aussitôt nommé professeur en classes préparatoires au lycée Henri Poincaré de Nancy. Il fera l'intégralité de sa carrière d’enseignant en Classes Préparatoires aux Grandes Écoles (CPGE), tout en menant parallèlement des travaux de recherche conjuguant principalement textualité littéraire et traduction.
De 1975 à 1980, à la demande de Fritz Paepcke, il dirige un séminaire de traduction dans le cadre de l’université d’été de Heidelberg (RFA).
En 1979, il est nommé au lycée Louis-le-Grand où il enseignera en lettres et première supérieures (hypokhâgne/khâgne) jusqu’en 2001, enseignement interrompu en 1991, année durant laquelle il est « professeur invité » à la State University G. Washington de Seattle (États-Unis).
Concernant son action d’enseignant, il existe plusieurs témoignages de Bruno Le Maire qui fut son étudiant à Louis-le-Grand. Dans Challenge d’abord, il déclare : « Mon initiation à la littérature allemande a démarré quand je suis entré en hypokhâgne, à 18 ans, pour préparer Normale sup. […] Ayant fait allemand comme première langue, je maîtrisais bien celle-ci, et je connaissais également bien le pays où j’avais fait plusieurs séjours linguistiques. Mais je n’ai vraiment découvert la littérature que grâce à mon professeur d’allemand en hypokhâgne, Philippe Forget. Cela a été une révélation » (27 avril 2014). Puis, invité par Paris-Normandie à dire quelle personnalité aura eu une importance majeure pour lui, il confie : « L’enseignant qui a changé ma vie était un prof d’allemand lorsque je préparais l’École normale supérieure. J’ai toujours aimé cette langue, mais cet homme, Philippe Forget, était un fan de littérature allemande, qu’il m’a fait découvrir et aimer. J’avais 18 ans, j’étais en hypokhâgne à Louis-Le-Grand (30 mai 2014). Enfin, on peut se référer maintenant à ce que l’homme politique en dit dans la biographie qu'Olivier Biscaye lui a consacrée en 2015 : « En allemand, il est « heureux » […]. Dans ses cours, Forget veut « faire passer concrètement l'idée que travailler sur des textes de littérature, ce [n'est] pas un pensum, mais un plaisir, un jeu, une sorte de fête du langage. Sans rien céder sur la rigueur de l'analyse. » Pour Bruno, c'est une « révélation » […]. Philippe Forget sera son guide culturel et intellectuel », ou encore : « Bruno Le Maire rend hommage à ses professeurs. « J’ai eu des professeurs qui m’ont révélé à moi-même. » Il se souvient notamment de son professeur d’allemand, Philippe Forget. Il lui doit à lui, et à lui seul, son rapport à la langue et à la culture allemandes ».
En 1984, il fait partie des membres fondateurs de la Gesellschaft für Interkulturelle Germanistik, dont il se retire à la fin des années 1990, la société ne correspondant pas selon lui à ses objectifs déclarés et continuant de promouvoir une vision germanocentrée de cette discipline.
Il a également enseigné à l’École normale supérieure, à Paris III-Dauphine (ESIT), Paris IV-Sorbonne et à l’ISIT et a dirigé de 1993 à 1998 la collection « Langue et civilisation germaniques » (Masson, puis A. Colin) qui compte une quinzaine d'ouvrages.
Ses travaux sont principalement publiés en français et en allemand, mais aussi pour certains en anglais, japonais, espagnol, hongrois et serbo-croate, lesquels restent inédits en français.

## Itinéraires de recherche
En 1981, il organise à l’Institut Goethe de Paris la première rencontre entre le philosophe allemand Hans-Georg Gadamer et Jacques Derrida, deux directions de pensée — herméneutique vs déconstruction — peu compatibles mais dont la mise en contact sera le ressort philosophique d'une partie de ses travaux ultérieurs, qui s’organisent autour de trois axes : 1. L’interprétation de textes, en particulier littéraires ; 2. La traduction et la traductologie ; 3. L’historiographie littéraire.
À partir de la rencontre de 1981, il dirige sous le titre Text und Interpretation la publication d’un livre qui reprend la dispute entre Gadamer et Derrida, lui ajoutant des contributions développées de la plupart des autres participants à cette rencontre : Jean Greisch, François Laruelle, Manfred Frank (en) et lui-même.
Dans ce même contexte, il publie dans Le Monde dimanche des entretiens avec Gadamer et Manfred Frank et deux études (inédites en français) consacrées à la polémique lancée par Habermas contre Derrida, ainsi qu’une longue présentation de Derrida en allemand.
Ses travaux en littérature sont essentiellement des réinterprétations de grands textes classiques, en particulier des romans de Goethe et de textes d'auteurs romantiques (E.T.A. Hoffmann, Heinrich von Kleist, Joseph von Eichendorff), domaine dont il a rédigé l’ensemble des notices pour le Dictionnaire du romantisme dirigé par Alain Vaillant ou en rapport direct avec le romantisme. Concernant les périodes plus récentes, il a également publié des études sur Rainer Maria Rilke, Arthur Schnitzler, Marie Luise Kaschnitz, Max Frisch, Friedrich Dürrenmatt et Paul Nizon ainsi que, dans un autre domaine, sur le psychiatre phénoménologue Hubertus Tellenbach.
Il conduit parallèlement une réflexion plus théorique qui aboutit en 2013 à la publication d’un article dans lequel il présente le concept de textonomie, dans lequel il s’explique davantage sur son rapport à Gadamer et Derrida. Il y distingue quatre sortes de lectures : la non-lecture, l’anti-lecture, la lecture et la « lexture », cette dernière étant supposée être la plus aboutie, car épousant ou dynamisant la loi du texte (qu’elle contribue également à faire ressortir, car cette dernière ne se présente jamais d’elle-même), aucune approche n’étant privilégiée ou rejetée a priori. Ce modèle va donc jusqu’à intégrer la notion décriée d’intention de l’auteur (vouloir-dire), mais uniquement en tant que « supplément de lecture », concept à comprendre dans les deux sens du terme « supplément » (ainsi que le construit Derrida dans De la grammatologie ,1967).
Ses recherches traductologiques relient fortement la réflexion textuelle et philosophique avec la mise en pratique d’une théorie de la traduction (littéraire), ce qui lui confère une position à part dans le champ de la traductologie.
D’abord formé à Heidelberg par les séminaires de Fritz Paepcke, qui lui fait connaître Hans-Georg Gadamer, il commence par aborder la traductologie sous cet angle, actualisant en particulier les concepts de jeu  et d’intuition, pour aborder, à partir du milieu des années quatre-vingt, la littérarité selon une approche moins soumise à l’autorité du contenu que ne l’est l’herméneutique allemande.
En 1994 paraissent à la fois sa traduction du grand roman de jeunesse de Goethe, sous le titre Les Passions du jeune Werther (et non plus Les Souffrances du jeune Werther) et son ouvrage de traductologie Il faut bien traduire. Marches et démarches de la traduction. Entièrement rédigé dans la forme du dialogue — « style ou mode d’exposition » justifié en exergue par une citation d’Adorno — ce texte présente une lecture des principales tendances de la traductologie tout en se montrant exigeant envers le lecteur, interdisant toute réception simplement passive puisque s’adressant à des « lecteurs » et non à des « consommateurs ». L’auteur s’y explique de façon critique avec l’herméneutique gadamérienne, mais aussi les thèses de l’ESIT, la Skopostheorie allemande, et à travers elle toutes les approches qui privilégient le lecteur-cible, attitude qui met le texte en position de réponse et favorise selon lui le vieillissement prématuré de la plupart des traductions, présenté par la doxa comme une loi naturelle. Outre le style d’exposition, les chapitres qui travaillent la traduction à partir de notions telles que la « promesse », le « témoignage » ou encore « l’héritage » portent plus spécifiquement l’empreinte de Derrida.
Tout en poursuivant ses retraductions de grands textes (Hoffmann, Schnitzler, Eichendorff ), l’auteur semble se concentrer ensuite sur les raisons qui conduisent au ressassement du même dans le discours traductologique, afin de proposer des voies de sortie, par exemple dans des textes comme « L’Impossible Accueil(le) » « Traduction : la servante trace » et récemment « Salir de los clichés, pensar la traducción », dans lesquels il retravaille et/ou récuse la pertinence de notions aussi lourdement présentes dans le discours traductologique que « l’impossible », le « traître », le « faussaire » ou la « fidélité ». Ce travail se poursuit dans une étude intitulée « Gynéalogie de la morale traductologique » qui met en rapport le discours sexiste de la tradition théologico-philosophique et le statut de la traduction et déconstruit ainsi les certitudes d'un discours dominant incapable de réfléchir ses origines et donc de maîtriser ses arguments. Partant cette fois de la traduction définie comme "servante", il énonce ainsi son programme: "Il y a une analogie frappante entre la traduction et  –  non pas le rapport homme-femme, mais la lecture idéologique dominante de ce rapport. C’est de ce couple-là que j’annonce et amorce ici le divorce." 
Au regard des deux autres volets de sa recherche, ses travaux d’histoire littéraires semblent plus périphériques. On retiendra cependant, outre un texte de nature plutôt programmatique inédit en français (« Literatur-Literaturgeschichte-Literaturgeschichtsschreibung », 1986) les deux volumes parus d’une Nouvelle histoire de la littérature allemande, d’inspiration plutôt foucaldienne, puisque l’idée de départ est celle d’un « système de champs prescrits » qui détermine la question suivante : « qu’est-ce qui aura été nécessaire pour que puisse se constituer cet objet que je décris tel que je crois devoir le décrire et que j’aurais considéré autrement si les conditions avaient été autres ? ». Le but très affiché  est de réconcilier la rigueur de la lecture avec la pratique de l’histoire littéraire.
C’est finalement de ce domaine que se rapproche le plus son livre, assez inattendu, sur Alfred Leroux (PULIM 2017), « biographie très documentée » dans laquelle la masse des faits et des écrits est passée au crible d’une lecture qui restitue la vie discrète mais engagée de l’archiviste et historien protestant. Si Forget met notamment au jour et analyse un texte anonyme dans lequel Leroux provoque directement Charles Maurras (op. cit., chap. « Réponse à Charles Maurras, « roi » de l'Action française », p. 285-297) : « l'Affaire Dreyfus, la loi de séparation de l’Église et de l’État, l’essor de l’Action française, toute la grande histoire s’engouffre ici (avec bonheur) dans la petite histoire, la vie minuscule du directeur des Archives de Limoges. Mais l’histoire d’Alfred Leroux, c’est aussi du même coup celle d’une double pratique historienne et archivistique disciplinarisée et professionnalisée à l’École des Chartes et à celle, non moins méthodique, des Hautes Études Historiques, confrontée à l’amateurisme d’érudits improvisés qui voient d’un mauvais œil ceux qu’ils appellent les universitaires… »
Enfin, Forget exerce aussi son regard de lecteur sur des sujets socio-politiques d’actualité, ainsi qu’en témoignent des études comme « Le détail qui tue : Le Pen et les médias », « De 1989 à 2004 : approfondir le principe de laïcité » ou encore « La sépulture administrée ».

## Ouvrages
- Avec Fritz Paepcke, Textverstehen und Übersetzen/Ouvertures sur la traduction, Heidelberg, Julius Groos Verlag, 1981.
- Übersetzen als Praxis/Pratiques de la traduction, (livret d’accompagnement, avec Fritz Paepcke) Heidelberg, Julius Groos Verlag, 1982.
- Philippe Forget (dir.), Jacques Derrida, Manfred Frank (en), Hans-Georg Gadamer, Jean Greisch et François Laruelle, Text und Interpretation, UTB 1257, Munich, W. Fink, 1984.
- Vocabulaire de base allemand-français (édition remaniée), Paris, Hachette, coll. « Faire le Point », 1993.
- Il faut bien traduire. Marches et démarches de la traduction, Paris, Masson, coll. « Langue et Civilisation germaniques » 1994.
- Nouvelle Histoire de la littérature allemande :
  - t. 1 : Baroque et Aufklärung, Paris, Armand Colin, coll. « U », 1998 ;
  - t. 2 : Sturm und Drang, premier romantisme, Paris, Armand Colin, coll. « U », 1998.
- Philippe Forget (dir.) et Régine Battiston (dir.), Relire Max Frisch : Les Chemins de l’identité, Paris, Le Temps, 2001,  (ISBN 978-2-84274-146-4).
- Ensemble des articles et notices concernant le romantisme allemand dans Alain Vaillant (dir.), Dictionnaire du romantisme, Paris, CNRS-Éditions, 2012.
- Alfred Leroux (1855-1921) Archiviste et historien protestant, Limoges, PULIM (Presses Universitaires de Limoges), 2017, 375 pages.
- Avec Stéphane Pesnel, Joseph Roth : l’Exil à Paris, PURH (Presses Universitaires de Rouen et du Havre), 2017, 374 pages.
- Pierre-Yves Rougeyron (dir.)[34], Pourquoi combattre ?, Éditions Perspectives Libres, Paris, Janvier 2019, 991 pages,  (ISBN 979-1090742-482).
- La rencontre historique entre Gadamer et Derrida (1981) et au-delà - Avoir raison (de l'herméneutique), Presses universitaires de Rennes, collection Philosophica, 2022, 334 pages,  (ISBN 978-2-75358-697-0).

## Articles
- « Werden im Vergehen – Zu Marie Luise Kaschnitz », dans Park. Zeitschrift für neue Literatur, 1977, p. 30-36.
- « La Mystique du Désir. Structures sémantiques et fonction idéologique d’un manifeste publicitaire », dans Karl-Heinz Bender, Klaus Berger und Mario Wandruszka (Hg.), Imago Linguae. Beiträge zu Sprache, Deutung und Übersetzen. Festschrift zum 60. Geburtstag von Fritz Paepcke, München, Wilhelm Fink, 1977, p. 119-132.
- « De la traduction éclatante à la critique éclatée. Itinéraires pour une nouvelle approche de Stefan George traducteur », dans Peter Lutz Lehmann und Robert Wolf (Hg.), Das Stefan George Seminar 1978 in Bingen am Rhein. Eine Dokumentation, Heidelberg, Lothar Stiem, 1979, p. 139-158.
- « Übersetzen als Sprachverhalten », dans Mitteilungsblatt für Dolmetscher und Übersetzer, 6/27, 1981, p. 1-9.
- « Hans Georg Gadamer et le pouvoir de la philosophie », dans Le Monde, 19 avril 1981.
- « Distanz und Ironie als Ausdruck von Gefühlswandel, oder Tradition als Textproduktion in Plenzdorfs Neue Leiden des jungen W. », dans Ingrid Craemer-Ruegenberg (Hg.), Pathos, Affekt, Gefühl. Philosophische Beiträge, Freiburg / München, Karl Alber, 1981.
- « Übersetzen als Spiel », dans Jahrbuch Deutsch als Fremdsprache, n° 8, 1982, p. 143-158.
- « Pourquoi la philosophie française plaît aux Allemands », dans Le Monde Dimanche, 24 octobre 1982.
- « Überliefertes als Spannungsfeld des Eigenen. Zum Verhältnis der frühen und späten Lyrik bei Marie Luise Kaschnitz », dans Michael Speier und Dieter Straub (Hg.), Kehr um im Bild. Gedenkschrift Victor A. Schmitz, Frankfurt am Main, R.G. Fischer, 1983, p. 125-146.
- « Bewegte Spannung. Bemerkungen zu Hölderlins Heidelberg-Ode », dans Maria Seesemann (Hg.), Gedenkblätter für Holle Ganzer, Heidelberg / Berlin 1984.
- « La traduction : pratique réflexive, réflexion pratique », dans babel. Revue internationale de la traduction, 2/1984, p. 86-92.
- « Textinterpretation und Denktraditionen. Zur Neubestimmung des Eigenen und Fremden im fremdkulturellen Literaturunterricht », dans Alois Wierlacher (Hg.), Das Fremde und das Eigene. Prolegomena zu einer interkulturellen Germanistik, München, iudicium, 1985, p. 351-368.
- « Literatur – Literaturgeschichte – Literaturgeschichtsschreibung. Ein rückblickender Thesenentwurf », dans Wilhelm Voßkamp und Eberhard Lämmert (Hg.), Historische und aktuelle Konzepte der Literaturgeschichtsschreibung / Zwei Königskinder? Zum Verhältnis von Literatur und Literaturwissenschaft, Tübingen, Max Niemeyer, 1986, p. 35-46.
- « La traduction entre la lettre et l’esprit », dans Helikon, revue de littérature comparée de l’Institut d’études littéraires de l’Académie hongroise des sciences, Budapest, 1-2/1986, p. 96-104 [ce volume contient aussi deux comptes rendus critiques par Philippe Forget de deux importants ouvrages français sur la traduction : Henri Meschonnic, Poétique de la traduction. Pour la poétique II (Paris, Gallimard, 1973) et Antoine Berman, L’Épreuve de l’étranger (Paris, Gallimard, 1984)].
- « Aneignung oder Annexion. Übersetzen als Modellfall textbezogener Intertextualität », dans Alois Wierlacher (Hg.), Perspektiven und Verfahren interkultureller Germanistik, München, iudicium, 1987, p. 511-526.
- « Diskursanalyse versus Literaturwissenschaft? », dans Jürgen Fohrmann und Harro Müller (Hg.), Diskurstheorien und Literaturwissenschaft, Frankfurt am Main, Suhrkamp, 1988, p. 311-329.
- « Argument(s) », dans Diane P. Michelfelder and Richard Palmer (ed.), Dialogue and Deconstruction (The Gadamer-Derrida Encounter), New York, State University of New York Press, 1989.
- « Nietzsche i postmoderna: stav/protiv/stavoti » [« Nietzsche und die Post¬moderne: Ein/Satz/Gegen/Sätze »], dans Filozofski godišnjak (Belgrade), 3/1990, p. 94-110.
- « Das „Gerede“ vom performativen Widerspruch. Zu Habermas’ Derrida-Kritik », dans Allgemeine Zeitschrift für Philosophie, 16/3, 1991, p. 47-57.
- « Interkulturalität und Monokultur. Zu Habermas’ Kritik an Derrida (II) », dans Bernd Thum und Gonthier-Louis Fink (Hg.), Praxis interkultureller Germanistik. Forschung – Bildung – Politik, München, iudicium, 1993, p. 745-759.
- « Vor dem Zeichen », dans Tilman Borsche und Werner Stegmaier (Hg.), Zur Philosophie des Zeichens, Berlin, Walter de Gruyter, 1992, p. 102-116.
- « Die Marquise von O… oder der Graf F…», dans Athenäum. Jahrbuch für Romantik, 1992, p. 91-115.
- « Vom Geheimnis – Zeugen. Zu Kleists Die Marquise von O… », dans Athenäum. Jahrbuch für Romantik, 1994, p. 261-282.
- « Vor dem Übersetzen. Plädoyer für ein wirklich interkulturelles, also spannungs-bedingtes Übersetzen », dans Alois Wierlacher und Georg Stölzel (Hg.), Blickwinkel. Kulturelle Optik und interkulturelle Gegenstandskonstitution, München, iudicium, 1996, p. 969-982.
- « Nizon au pas de charge », dans Scherzo, n° 2, 1998, p. 15-20.
- « Gadamer, Derrida : punto de encuentro », dans Antonio Gomez Ramoz (ed.), Dialogo y desconstruccion. Los limites del encuentro entre Gadamer y Derrida, Madrid, Cuaderno Gris, 1998, p. 195-228.
- « Les traducteurs français d’E.T.A. Hoffmann : l’histoire et la nécessité », dans Isabelle Krzywkowski (dir.), L’Homme artificiel. Hoffmann, Shelley, Villiers de l’Isle-Adam, Paris, Ellipses, 1999, p. 59-73.
- « Des tours d’écriture. Topique, tropismes et rhétorique dans Le Marchand de sable d’E.T.A Hoffmann », dans Cahiers de littérature générale et comparée (L’Homme artificiel : les artifices de l’écriture ? Hoffmann, Mary Shelley, Villiers de l’Isle Adam), 1999.
- « L’impossible accueil(le) », dans Paule Petitier (dir.), Paul-Louis Courier et la traduction. Des littératures étrangères à l’étrangeté de la littérature. Actes du colloque international (Tours, novembre 1998), Société des Amis de Paul-Louis Courier, 1999, p. 185-199.
- « Interprétations de l’automate », dans Bulletin de Littérature Générale et Comparée, n° 25, 1999, p. 163-188.
- « Unterwegs – zum Übersetzen, zum Weiblichen, zum Meta-phorischen », dans Dirk Winkelmann und Alexander Wittwer (Hg.), Von der ars intelligendi zur ars applicandi. Festschrift für Willy Michel zum 60. Geburtstag, München, iudicium, 2002.
- « Jacques Derrida », dans Kritisches Lexikon der romanischen Gegenwartsliteraturen [KLRG], 22. Faszikel, Tübingen, Gunter Narr, 2004.
- « D’un (pauvre) diable à l’autre. Aspects du diabolique dans Faust de Goethe et Lieutenant Gustl de Schnitzler », dans Colloquium Helveticum, n° 36, 2005, p. 87-110.
- « Traduction : la servante trace ? (Impossible, deuil, cliché, original) », dans Magdalena Nowotna et Amir Moghani, Les Traces du traducteur, Actes du colloque international, Paris 10-12 avril 2008, Inalco/Cerlom, p. 23-41.
- « Nizon et ses frères », dans Anne-Sophie Gomez et Jean-Marie Valentin (dir.), « Der Dichter als Sprachbegeisterter ». Hommage à Paul Nizon, Études germaniques, 2010/1, p. 41-67.
- « Signer la circonstance. À propos du dernier poème de Rilke », dans Claude Millet (dir.), La Circonstance lyrique, Bruxelles, P.I.E. Peter Lang, 2011, p. 241-251.
- Entrées sur les auteurs du domaine allemand, dans Alain Vaillant (dir.), Dictionnaire du romantisme, Paris, CNRS, 2012.
- « Enchaînements dialectiques de l’histoire. Marxisme et antiromantisme au temps de la guerre froide », dans Claude Millet (dir.), Politiques antiromantiques, Paris, Classiques Garnier, 2012, p. 155-171.
- « De la Textonomie », dans Colloquium Helveticum, n° 43, 2012, p. 290-314.
- « Salir de los clichés, pensar la traducción » [conferencia de clausura] : traduction espagnole de la conférence donnée en septembre 2012 à Madrid, dans Minerva, Publicacion semestral del circulo de bellas artes, 2014, p. 78-87.
- « L’être en souffrance de « la pauvre Leonore » (Une relecture du Werther de Goethe) », dans Romantisme, 2014/2, p. 95-105.
- « De l’implicite du conseil au conseil implicite dans les Wahlverwandtschaften », dans Alexandra Richter (dir.), Le Coach de Goethe. Conseil et médiation dans Les Affinités électives, Paris, Riveneuve, 2014.
- « Traduire « un écrivain qui a trop promis ». De Radetzkymarsch à La Marche de Radetzky », dans Philippe Forget et Stéphane Pesnel (dir.), Joseph Roth. L’exil à Paris, Mont-Saint-Aignan, PURH, 2017.
- « Remisant le texte. Schleiermacher – Gadamer – Rombach – Hölderlin », dans Victoire Feuillebois et José-Luis Diaz (dir.), Lectures critiques du romantisme au XXe siècle, Paris, Classiques Garnier, 2018, p. 99-120.
- « Gynéalogie de la morale traductologique », dans Colloquium Helveticum, n° 49, 2020, p. 153-174.
- « Bouffons philistins, philistin bouffon », dans Hannah Berner, Julian Reidy, Melanie Rohner und Moritz Wagner (Hg.), Narren, Götter und Barbaren. Ästhetische Paradigmen und Figuren der Alterität in komparatistischer Perspektive, Bielefeld, Aisthesis, 2020, p. 119-143.
- « Identifier l’identification. Scènes de lecture du et dans le Sandmann d’E.T.A. Hoffmann », dans Études germaniques, 2022/1, p. 21-34.

## Traductions
- Arthur Schnitzler (trad., intr. et notes Philippe Forget), La Nouvelle rêvée [« Traumnovelle »], Le Livre de Poche, coll. « Bilingue », Paris, 1991 (nouvelle édition : Biblio, le Livre de Poche, 2002).
- Johann Wolfgang von Goethe (trad., intr. et notes Philippe Forget), Les Passions du jeune Werther [« Die Leiden des jungen Werthers »], Paris, Imprimerie nationale, coll. « La Salamandre », 1994.
- Ernst Theodor Amadeus Hoffmann(trad., intr. et notes Philippe Forget), Tableaux nocturnes [« Nachtstücke »] 
  - vol. 1, Paris, Imprimerie nationale, coll. « La Salamandre », 1999.
  - vol. 2, Paris, Imprimerie nationale, coll. « La Salamandre », 2002.
- E. T. A. Hoffmann, (préf. Dorian Astor), Le Marchand de sable [« Der Sandmann »], Gallimard, coll. « Folio bilingue », 2005.
- Joseph von Eichendorff (trad., intr. et notes Philippe Forget), De la vie d’un vaurien [« Aus dem Leben eines Taugenichts »] , Paris, Éditions des Belles Lettres, 2013.
- E. T. A. Hoffmann, Dans la nuit, traduction par Philippe Forget, illustrations par Tristan Bonnemain, Marseille, Typhon, 2022.